# Kei Kumai
Kei Kumai (Nagano, 1930-2007) foi um diretor de cinema japonês.
Nascido em 1930 em Nagano (centro), ficou famoso em 1974 com um retrato cinematográfico de uma prostituta de Bornéu, em "Sandakan Hachibanshokan".
Um ano depois dirigiu "Kita no misaki", no qual a atriz francesa Claude Jade (1948-2006) interpretou uma freira missionária suíça que se apaixona por um engenheiro japonês a bordo de um navio que faz a viagem entre Marselha e Yokohama.
Em 1989, "Sen no Rikyu" ("A morte do Mestre do Chá"), que narra o suicídio de um célebre mestre de chá japonês do século XVI, recebeu o Leão de Prata do Festival de Cinema de Veneza.
Seu último longa-metragem, "Umi wa miteita" contava as aventuras amorosas de uma prostituta na época de Edo, inspiradas por um projeto que nunca chegou a ser concretizado pelo mestre do cinema japonês Akira Kurosawa.

## Filmografia
- Nihon rettō (1965)
- The Sands of Kurobe (1968)
- Apart from Life (1970)
- Shinobu Kawa (1972)
- Rise, Fair Sun (1973)
- Sandakan No. 8 (1974)
- Cape of North (1976)
- Ocean to Cross
- Nihon no Atsui Hibi Bōsatsu: Shimoyama Jiken (1981)
- The Sea and Poison (1986)
- Death of a Tea Master (1989)
- Luminous Moss (1992)
- Deep River  (1995)
- To Love (1997)
- The Sea Is Watching (2002)